# Сан-Жуан-да-Мадейра
Сан-Жуан-да-Мадейра (порт. São João da Madeira; [sɐ̃ũ ʒu'ɐ̃ũ dɐ mɐ'dɐiɾɐ]) — город в Португалии, центр одноимённого муниципалитета в составе округа Авейру. Находится в составе крупной городской агломерации Большой Порту. По старому административному делению входил в провинцию Бейра-Литорал. Входит в экономико-статистический субрегион Энтре-Доуру-и-Воуга, который входит в Северный регион. Численность населения — 21,1 тыс. жителей (город), 21,1 тыс. жителей (муниципалитет)а. Занимает площадь 8,11 км².

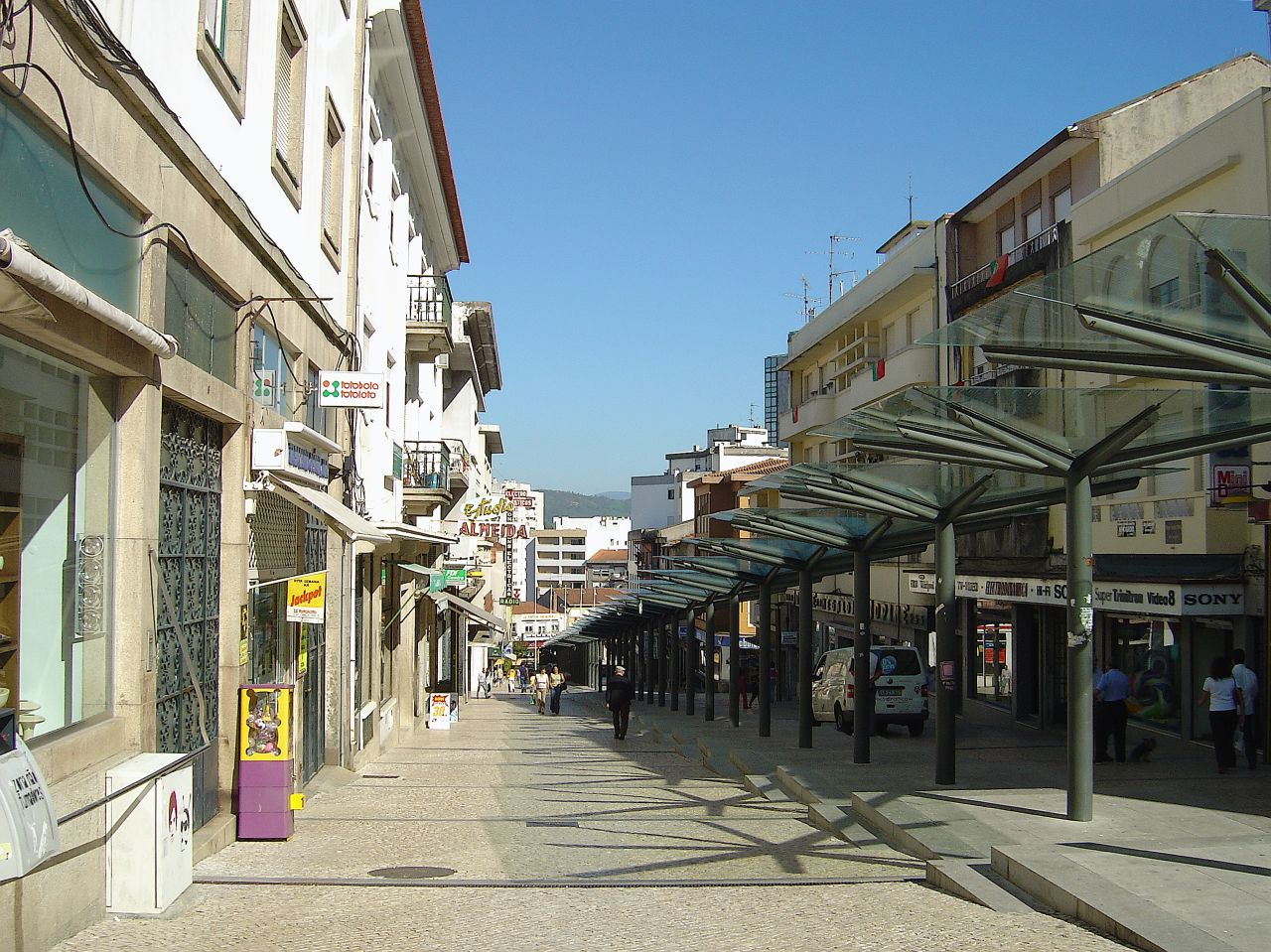
Городские улицы

Согласно легендам, городу покровительствует такой христианский персонаж, как Иоанн-Креститель. Праздник города — 11 октября.

## Расположение
Город расположен в 32 км на север от адм. центра округа города Авейру.
Муниципалитет граничит:
- на севере — муниципалитет Санта-Мария-да-Фейра
- на юге — муниципалитет Оливейра-де-Аземейш

Муниципалитет состоит из одного одноимённого района.

## История
Город основан в 1926 году

## Население
| Численность населения муниципалитета по годам | Численность населения муниципалитета по годам | Численность населения муниципалитета по годам | Численность населения муниципалитета по годам | Численность населения муниципалитета по годам | Численность населения муниципалитета по годам |        |
| --------------------------------------------- | --------------------------------------------- | --------------------------------------------- | --------------------------------------------- | --------------------------------------------- | --------------------------------------------- | ------ |
| 1930                                          | 1960                                          | 1981                                          | 1991                                          | 2001                                          | 2004                                          | 2006   |
| 5481                                          | 11 921                                        | 16 444                                        | 18 452                                        | 21 102                                        | 21 538                                        | 21 706 |